# Поднявший меч
«Поднявший меч» — кинофильм.

## Сюжет
Александр Виллард, бывший чемпион по фехтованию, управляет спортивной школой. Макс Суба, пожилой человек с туманным прошлым, представляется Вилларду в качестве тренера и просит принять его на работу в школу. Виллард, первоначально не удовлетворённый мастерством Макса, предлагает ему работу в качестве смотрителя зала (уборщика). Со временем Макс возвращается в форму и показывает высокие навыки владения шпагой. Виллард «высокомерен, но весьма добр», и в конечном счёте дает Максу шанс преподавать, предоставив ему группу начинающих спортсменов.
В то время как Виллард предпочитает в работе безжалостный подход, поощряя учеников проявить жестокость и расчётливость, чтобы победить, Суба проявляет более тонкий подход, ободряя фехтовальщиков, чтобы превратить их собственные слабости в силу. Следуя этому совету, одному из воспитанников Субы удается одолеть сильного ученика Вилларда во время соревнования в школе. Конфликт развивается, флешбэки отсылают зрителя в прошлое, показывая как Суба убил отца Вилларда в фехтовальной дуэли. Фильм достигает кульминации в неизбежном драматическом поединке между Виллардом и Субой.

## В ролях
| Актёр             | Роль              |
| ----------------- | ----------------- |
| Эрик Робертс      | Александр Виллард |
| Ф. Мюррей Абрахам | Макс Суба         |
| Миа Сара          | Эрин Клавелли     |
| Бретт Каллен      | Дэнни Галахер     |

## Интересные факты
- Премьера фильма состоялась на Международном кинофестивале в Ванкувере в октябре 1991 года.
- Фильм был выпущен на VHS в 1994 году.